# Аниций Авхений Бас (префект)
Вижте пояснителната страница за други личности с името Аниций Авхений Бас.
Аниций Авхений Бас (на латински: Anicius Auchenius Bassus; floruit 382 – 384) е политик на Римската империя.
Произлиза от Беневентум от фамилията Аниции – Авхении и е син на Амний Маний Цезоний Никомах Аниций Павлин (консул 334 г.) и Пинция или Авхения. Дядо му Амний Аниций Юлиан e консул 322 г.
Бас е християнин. Женен е за Турения Хонората и е баща на Аниций Авхений Бас, който става консул през 408 г. и баща на Аниций Авхений Бас (консул 431 г.).
От 372 до 382 г. той е проконсул, proconsul Campaniae, управител на Кампания. От 22 ноември 382 до 25 август 383 г. той е praefectus urbi на Рим.